# Joachim von Carpzov
Joachim von Carpzow, auch Carpezan, Carpensonius u. a. (* 1585 in Brandenburg an der Havel; † 1628 in Glückstadt) war ein mansfeldischer Obrist, der im Dreißigjährigen Krieg bis zum königlich-dänischen Generalfeldzeugmeister aufstieg.

## Leben
Carpzow war Enkel des Bürgermeisters der Stadt Brandenburg Simon Carpzow († 1580), Stammvater der Gelehrtenfamilie Carpzov.
Joachim „Carpzo“ wurde markgräflich-badischer Hauptmann in Pforzheim, lebte zu „Alt Misseloh“ (Altwiesloch) und heiratete um 1613 Anna Rosina von Weitershausen, Tochter von Eberhard von Weitershausen (Wittershausen) genannt Richwein (* um 1540; † 1609) und Anna Maria von Lammersheim; das Heiratsgut betrug 2109 Gulden.
Spätestens 1618 trat Joachim von Carpzow als Offizier in die Dienste des Söldnerführers Ernst von Mansfeld. Er nahm an der Belagerung und Erstürmung der Stadt Pilsen teil (Herbst 1618, hier von den Chronisten alttschechisch als Karpizon genannt) und begleitete Mansfeld auch auf dessen weiteren Feldzügen (1618–1626), wobei er etliche Male in Gefangenschaft geriet. Auf dem letzten dieser Feldzüge, der von Kurbrandenburg durch Schlesien nach Mähren und Oberungarn führte, wurde Carpzow bei Gábor Bethlen, dem Fürsten von Siebenbürgen, zurückgelassen (Herbst 1626). Von dort begab er sich in den Dienst König Christians IV. von Dänemark und wurde dänischer Generalfeldzeugmeister.
Als die dänisch-mansfeldischen Truppen 1627 aus Oberungarn nach Schlesien zurückzogen, war auch Carpzow dabei. Die Truppen waren aber zu schwach und hatten zu wenig Nachschub, um sich lange zu halten. Am 2. Juni 1627 brach Wallenstein mit einer Armee von 40.000 Mann auf, die Dänen zu vertreiben. Eine Stadt nach der anderen ergab sich den Kaiserlichen, und am 5. Juli wurde die Festung Cosel erreicht. Nach zwei Tagen Kampf standen die Truppen Wallensteins vor den Mauern. Der Kommandant Mitzlaff hielt Kriegsrat, da die Festung nicht zu halten war. In der Nacht vom 8. auf den 9. Juli flüchteten 4000 Reiter – unter Zurücklassung ihres Gepäcks – aus der Festung. Nur Carpzow blieb mit der demoralisierten Infanterie zurück. Beim nächsten Angriff ergab man sich nach dreistündigem Kampf. Gemäß den Kapitulationsbedingungen wurden die Gefangenen nach Havelberg gebracht, wo sie am 2. August ankamen. Carpzow selbst ging nach Glückstadt, wo er im Jahre 1628 starb.

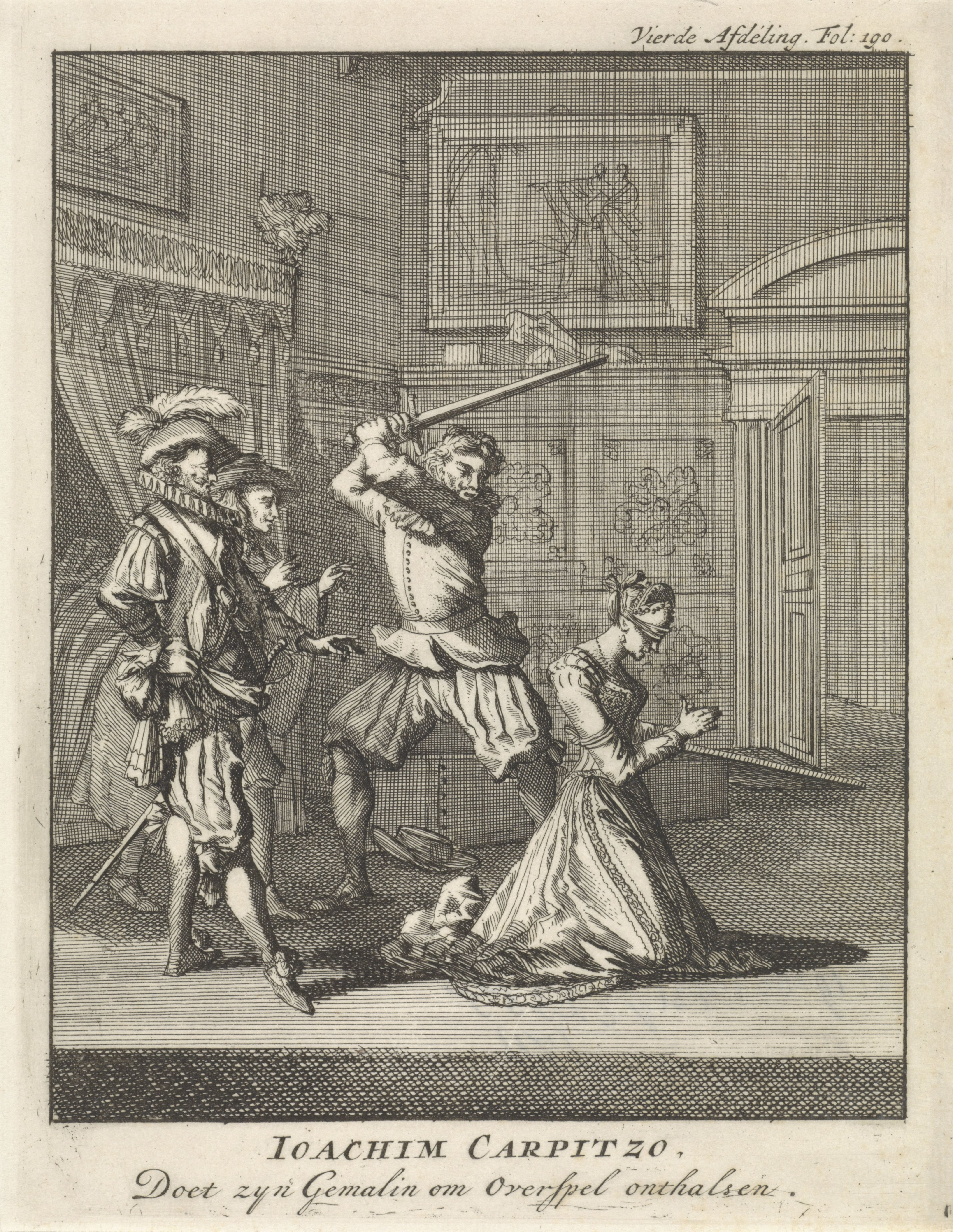
Joachim von Carpzov befiehlt die Enthauptung seiner Ehefrau, auf Grund des Vorwurfs der ehelichen Untreue (1623), Kupferstich von Jan Luyken, 1699.

Grausige Bekanntheit erlangte Carpzow dadurch, dass er während der mansfeldischen Besetzung der Grafschaft Ostfriesland (Herbst 1622 bis Anfang 1624) seine Frau Anna Rosina wegen Ehebruchs durch den Scharfrichter seines Regiments im ostfriesischen Jemgum enthaupten ließ (28. Juli 1623). Er hatte mit ihr fünf Kinder. Diese Tat führte dazu, dass niemand mehr etwas mit ihm zu tun haben wollte. Als er nach Holland kam, war die Stimmung so gereizt, dass er fast gesteinigt worden wäre.

## Werke
- Verclaeringhe, uyt wat reden ende oorsaecken des Wohl Edlen, gestrengen ende manhafften Ioachim van Karpitzo … heeren generaels van Manszveldt etc. looflycken armée, bestelten generael-wachtmeister ende oversten echte-vrouwe, vant leevendt ten dode, dorch het swaert, gerichtet worden. o. O. 1623
- Andeutung, Auß waß anlaß und ursachen, deß Wohl Edlen und Manhafften Herrn Joachim von Karpitzo, Ihr Fürstl. Gnad. Herrn Generalen von Manßfeldtl, löblichen Armee bestalten General-Wachtmeister und Obristen Ehefrawe, vom Leben zum Tode, durchs Schwerdt, hingerichtet worden. o. O. 1623[4]